# Herpetogramma continualis
Herpetogramma continualis is een vlinder uit de familie van de grasmotten (Crambidae), uit de onderfamilie van de Spilomelinae. De wetenschappelijke naam van deze soort is voor het eerst gepubliceerd in 2007 door Jay C. Shaffer en Eugene Gordon Munroe.
De soort komt voor op het eiland Aldabra van de Seychellen.